# 利邦控股
利邦控股（前港交所上市編號：0891）是服裝公司，原屬於利豐集團旗下公司，旗下品牌包括Kent & Curwen、Gieves & Hawkes及Cerruti 1881。
2009年10月，利邦控股在香港進行公開招股，集資最多7.73億港元。利邦控股亦引入淡馬錫控股作為基礎投資者。

2017年，山東如意集團收購利邦控股51.38%股權。
2022年11月，利邦控股在申請保就業計劃及接受補貼後裁員，員工人數由181人裁至6人，被指違反保就業計劃承諾。律政司入稟香港高等法院，要求利邦控股退回部分補貼及繳交罰款，涉款超過352萬港元。
2023年4月，比音勒芬以8億元人民幣向利邦控股收購Cerruti 1881及Kent & Curwen的品牌。

## 外部連結
- 利邦控股 （页面存档备份，存于）
- 利邦控股招股章程 （页面存档备份，存于）